# Zyprische Musik
Die Musik von Zypern umfasst eine Vielzahl klassischer, Volks- und Populärmusikstile. Neue Tendenzen haben oft ihren Ursprung in Agia Napa, einem Erholungsort, der als musikalische Keimzelle in seiner Entwicklung der Insel Ibiza ähnelt.

## Mittelalter
Zypern erlebte zahlreiche Herrschaftswechsel bereits vor dem Mittelalter und bildete einen wichtigen Vorposten des Christentums und der europäischen Zivilisation während der Kreuzzüge. Im Zuge der bewegten Geschichte erreichte eine Vielzahl von Musikstilen von der armenischen, französischen, türkischen bis zur griechischen Musik die Insel. Den kulturellen Gipfelpunkt erreichte die Insel von 1359 bis 1432. In dieser Zeit entstand auf der Insel eine der bedeutendsten Sammlungen später, mittelalterlicher Musik. Sämtliche erhaltenen Stücke sind anonym und keines davon erscheint in anderen Sammlungen. Das Repertoire erweist sich jedoch mit Sicherheit als Ableger der französischen Kultur am zyprischen Hofe.
In dieser großen Zeit unternahm Pierre I. de Lusignan eine dreijährige Europareise, von der er ein Musikerensemble mitbrachte, das ihn derart beeindruckte, dass er Karl V. in Reims 80 Goldfranken dafür zahlte. Auf seiner Rückkehr nach Zypern brachte Pierre die französische Ars Nova mit und später die Ars subtilior. Die französischen Musiker vermochten sich in Zypern gut zu etablieren, und so wurde die Stadt Nikosia eine Metropole der Ars Subtilior.
Janus I. de Lusignan entwickelte die zypriotische Musik in vielfältigen Stilrichtungen. Seine Tochter Anna brachte nach ihrer Heirat mit Louis, Fürst von Genf ein 159-seitiges Manuskript mit, das über zweihundert polyphone geistliche und weltliche Kompositionen enthielt. Das Manuskript wird jetzt in der Nationalbibliothek von Turin aufbewahrt.

## Klassische Musik
Im Bereich der Klassischen Musik unterhält die Republik Zypern über das Ministerium für Bildung und Kultur seit dreißig Jahren ein klassisches Sinfonieorchester, das Cyprus Symphony Orchestra, welches ein professionelles Vollzeit-Orchester ist, das in der Hauptstadt Nikosia ansässig ist (im dortigen Pallas Theatre, in der historischen Altstadt) und von dort aus ebenfalls regelmäßig die größeren Küstenstädte (Paphos, Limassol, Larnaka) mit Konzerten bespielt. Die Konzerte finden in den städtischen Theatern sowie – entsprechend der Jahreszeit – mitunter auch im Freien statt. Außerdem ist das Cyprus Symphony Orchestra das Orchester des jährlich in Paphos stattfindenden Opernfestivals Pafos Aphrodite Festival Cyprus. Das Cyprus Symphony Orchestra kooperiert und produziert regelmäßig mit dem staatlichen Rundfunk, der Cyprus Broadcasting Corporation (CyBC) für Radio und TV. Derzeitiger Chefdirigent und Künstlerischer Direktor des Cyprus Symphony Orchestra ist der deutsche Dirigent Jens Georg Bachmann.
Darüber hinaus unterhält die Republik Zypern über das Ministerium für Bildung und Kultur eine staatliche, landesweit operierende Musikschule für instrumentale Einzelunterrichte, Ensembles sowie das nationale Jugendsinfonieorchester, das Cyprus Youth Symphony Orchestra.
Dachorganisation für das Cyprus Symphony Orchestra, die staatliche Musikschule und das Cyprus Youth Symphony Orchestra ist die Cyprus Symphony Orchestra Foundation, welche als Stiftung dem Ministerium für Bildung und Kultur untersteht.

### Komponisten
Zypriotische Komponisten fassen sich – bedingt durch die begrenzte Größe des Landes und der Insel – meist in einem Dachverband zusammen, dem Center of Cypriot Composers.
Angesehene zypriotische Komponisten waren und sind unter anderem:
- Michalis Chrysanthou
- Nicolas Economou (1953–1993), Zypern
- Marios Joannou Elia (* 1978), Zypern, Österreich
- Yannis Kyriakides (* 1969), Zypern, Niederlande
- Solon Michaelides (1905–1979), Zypern-Griechenland
- Constantinos Stylianou (* 1972), Zypern, Vereinigtes Königreich
- Yiorgos (George) Kallis (* 1974), Zypern, USA

### Musik-Festivals
- Kypria International Festival, ein jährliches, internationales Festival verschiedener Genres (klassische Musik, Jazz, Tanz, Theater).[7]
- Pafos Aphrodite Festival Cyprus, ein jährliches, internationales open air Opernfestival in der Küstenstadt Paphos; derzeit unter der musikalischen Leitung von Jens Georg Bachmann.[8][9][10]
- International Bellapais Music Festival, ein zweimal jährlich (Frühjahr & Herbst) in der Klosterruine von Bellapais stattfindendes Kammermusikfestival.[11]

## Traditionelle Musik
Die Volksmusik auf Zypern ähnelt der griechischen und türkischen Musik und umfasst Tänze wie Sousta, Syrtos, Seibekiko, Tatsia, und die Karsilama-Suiten. Anders als die vier Karsilamas in der Türkei bestehen in der griechischen Musik auf Zypern die Suiten aus fünf Karsilamas (gr.: καρσιλαμάς), unterschiedlich jeweils für Männer und Frauen, einige von ihnen variieren im Tempo des 9/8. Die traditionelle Musik ist basiert auf den modalen Makamen.
Türkische wie griechische Zyprioten verwenden die Violine als Hauptsoloinstrument, begleitet von einer Langhalslaute laouto der griechische Zyprioten und von der oud der türkischen Zyprioten. Auch das Akkordeon, Perkussionsinstrumente und die Kernspaltflöte pithkiavli (auch kaval) werden eingesetzt.

## Rock
In Nordzypern ist die 1987 gegründete SOS (Band) die bekannteste Rockgruppe. Im Süden ist Heavy Metal und griechischer Rock der bekannten Metalband Armaggedon erfolgreich.

## Hip-Hop
Die Rapmusik in Zypern verbreitete sich 1993, als John Wu und Pono Kefalos (Head Ache) erstmals in zyprischem Dialekt sangen wai Vaomenoi Esso (Locked Home). Später arbeiteten John Wu und Pono Kefalos einzeln, letzterer in enger Zusammenarbeit mit Kinisiotherapeftis (Kinesitherapist). Auch andere Hip-Hop-Bands hatten Erfolge, darunter Sofos MC (Wise MC), Invisible Underground Threat, Hardcore Headz, Part of the Soul, des One-Way und FTW. Einige von ihnen rappen auf Griechisch, andere auf Zyprisch.